# 9128 Takatumuzi
9128 Takatumuzi este un asteroid din centura principală, descoperit pe 30 aprilie 1998, de Tomimaru Ōkuni.